# Сурок (Марий Эл)
Суро́к — посёлок в Медведевском районе Республики Марий Эл Российской Федерации. Входит в состав Кундышского сельского поселения.
Численность населения — 2629 человек (2020 год).

## География
Посёлок Сурок расположен в центральной части республики в 27 км к юго-востоку от Йошкар-Олы, на левой стороне автодороги Йошкар-Ола — Казань, в 8 км от административного центра сельского поселения — посёлка Силикатный.
В посёлке располагается железнодорожная станция Сурок.

## История
Поселение возникло в 1928 году в связи со строительством железной дороги Казань — Йошкар-Ола.

## Население
| 2002  | 2010  | 2011  | 2012  | 2013  | 2015  | 2017  |
| ----- | ----- | ----- | ----- | ----- | ----- | ----- |
| 3165  | ↘3102 | ↘3038 | ↘3018 | ↘2958 | ↗2973 | ↘2970 |
| 2018  | 2019  | 2020  |       |       |       |       |
| →2970 | ↘2384 | ↗2629 |       |       |       |       |

Национальный состав на 1 января 2017 г.:
| Национальность | Численность, чел. | Доля    |
| -------------- | ----------------- | ------- |
| всего          | 2970              | 100,0 % |
| Марийцы        | 711               | 23,5 %  |
| Русские        | 2161              | 71,6 %  |
| Татары         | 53                | 2 %     |
| Чуваши         | 41                | 1,2 %   |
| прочие         | 4                 | 1,7 %   |

## Улицы
Улицы: Восточная, Досовская, Дружбы, Железнодорожная, Заозерная, Коммунистическая, Кооперативная, Лесная 1-я, Лесная 2-я, Мира, Новая, Первомайская, Песчаная, Почтовая, Пушкина, Рабочая 2-я, Спортивная.

## Экономика
- Арсенал № 11 центрального подчинения ВМФ России.
- Кооператив по производству кормов и кормовых добавок «Маркорм».
- Сурокская врачебная амбулатория МУЗ «Медведевская ЦРБ».
- Отделение Сбербанка — операционная касса № 8614/010.
- Отделение почтовой связи 424901.
- Лечебно-оздоровительный комплекс «Лесная сказка».
- Пилорама

### Образовательные учреждения
- Средняя школа.
- Музыкальная школа.
- Детский сад «Солнышко».

## Достопримечательности
Главной достопримечательностью посёлка является озеро, где каждый год в последнее воскресенье июля проходит праздник, посвящённый дню ВМФ.

## Известные жители
Евгений Фирсов (1919—2001) — командир специальной части ВМФ в п. Сурок Медведевского района Марийской АССР (1962—1978).